# Scipione del Ferro
Scipione del Ferro (1465-1526) là nhà toán học người Ý. Ông là người đã phá được lời nguyền hàng thế kỷ của toán học: làm sao giải được phương trình bậc ba? Vào năm 1526, Ferro đã tìm ra cách giải phương trình x3+a.x=b với a và b đều có giá trị lớn hơn 0. Tuy nhiên, ông lại không công bố phát minh này của mình. Nhưng, Ferro đã tạo nên một bước ngoặt quan trọng cho toán học mà sau này những Niccolò Fontana Tartaglia, Gerolamo Cardano và Lodovico Ferrari tiếp bước. Đó là mở ra cơ hội giải các phương trình đại số. Các nhà toán học Ý đã tạo nên những bước đi to lớn đầu tiên cho nền toán học Phục hưng, tạo tiền đề không nhỏ cho những bước tiến vĩ đại sau này. 